# Werchniokamjanśke
Werchniokamjanśke (ukr. Верхньокам'янське) – wieś na Ukrainie, w obwodzie donieckim, w rejonie bachmuckim. W 2022 liczyła 20 mieszkańców.